# Аслонов, Абдулло Убайдуллоевич
Абдулло Убайдуллоевич Аслонов (узб. Abdullo Ubaydulloevich Aslonov; род. 8 июля 1984 года, Самаркандская область, Узбекская ССР, СССР) — узбекский преподаватель. В 2020 году избран депутатом Законодательной палаты Олий Мажлиса Республики Узбекистан.

## Биография
Абдулло Аслонов родился 8 июля 1984 года в Самаркандской области году. С 2003 по 2009 года учился в трех престижных высших учебных заведениях Англии. В 2011 году закончил бакалавриат, в 2014 году — магистратуру Самаркандского государственного института иностранных языков.
Трудовую деятельность начал в 2010 году, занимая должность руководителя кружка в самаркандском областном кенгаше Общественного молодёжного движения «Камолот». Занимал руководящие должности в аппаратах Самаркандского областного, Навоийского областного и Центрального Совета Общественного молодёжного движения «Камолот» с 2012 по 2018 года. С 2018 по 2020 годах занимал должность председателя Самаркандского областного кенгаша Союза молодежи Узбекистана.
В 2020 году стал членом комитета Законодательной палаты Олий Мажлиса по международным делам и межпарламентским связям, председатель Комиссии по вопросам молодежи Законодательной палаты Олий Мажлиса Республики Узбекистан. Состоит в либерально-демократической партии Узбекистана.